# Мёинишен, Эрик Рёринг
Эрик Рёринг Мёинишен (норв. Erik Røring Møinichen; 15 декабря 1797, Тронхейм — 7 февраля 1875, Дрезден) — норвежский государственный и политический деятель в период Шведско-норвежской унии, Первый министр правительства Норвегии (12 декабря 1861 — 17 декабря 1861), юрист, Мэр Христании (1842—1843). Кандидат юридических наук.

## Биография
Получив степень, в 1827 году был принят на работу в министерство юстиции и общественной безопасности Норвегии. Известен своей работой в тюремной службе. 
Депутат стортинга (1851—1853). Занимал ряд ответственных государственных должностей. Министр аудита (1855, 1868—1869), министр финансов (1856—1857, 1858—1859, 1861—1862, 1865—1866, 1869—1870), министр юстиции и внутренних дел (1857—1858, 1866—1867), министр почты (1860—1861), министр военно-морского флота и почты (1863—1864). Губернатор фюльке Осло и Акерсхус (1842—1855).